# Піддатливість (фізіологія)
Піддатливість, комплаєнс — це здатність порожнистого органу (судини) розширюватися та збільшувати об'єм зі збільшенням трансмурального тиску або схильність порожнистого органу чинити опір поверненню до своїх початкових розмірів при застосуванні сили розтягування або стиснення. Оберненою величиною податливості є пружність, міра тенденції порожнистого органу повертатися до своїх початкових розмірів після зняття сили розтягування або стиснення.

## Кровоносні судини
Терміни еластичність та піддатливість мають особливе значення у фізіології серцево-судинної системи та фізіології дихання. При піддатливості, збільшення об'єму в судині відбувається, коли тиск у ній підвищується. Схильність артерій і вен до розтягування у відповідь на тиск має великий вплив на перфузію та артеріальний тиск. Це фізично означає, що кровоносні судини з вищою піддатливістю деформуються легше, ніж судини з нижчою піддатливістю за тих самих умов тиску та об'єму. Венозна піддатливість приблизно в 30 разів більша, ніж артеріальна.
Піддатливість розраховується за допомогою наступного рівняння, де {\displaystyle \Delta V} — зміна об'єму (мл), та {\displaystyle \Delta P} — це зміна тиску (мм рт. ст.):
{\displaystyle C={\frac {\Delta V}{\Delta P}}}
Фізіологічна піддатливість загалом узгоджується з вищезазначеним і додає {\textstyle {\tfrac {dP}{dt}}} як загальноприйнятий академічний фізіологічний показник вимірювання як легеневої, так і серцевої тканин. Адаптація рівнянь, спочатку застосованих до гуми та латексу, дозволяє моделювати динаміку піддатливості легеневої та серцевої тканин.
Вени мають набагато вищу піддатливість, ніж артерії (значною мірою через їхні тонші стінки). Вени з аномальною піддатливістю можуть бути пов'язані з набряком. Іноді для зовнішнього зменшення піддатливості та запобігання скупченню крові в ногах використовуються компресійні панчохи.
Вазодилатація та вазоконстрикція — це складні явища; вони є функціями не лише гідромеханіки тиску та пружності тканин, але й активної гомеостатичної регуляції за допомогою гормонів та клітинної сигналізації, в якій організм виробляє ендогенні вазодилататори та вазоконстриктори для зміни піддатливості судин. Наприклад, м'язовий тонус гладком'язової тканини середнього шару судинної стінки може регулюватися ренін-ангіотензиновою системою. Пацієнтам, у яких ендогенна гомеостатична регуляція працює погано, можна додати вазоактивні лікарські засоби. Реакція судин на такі речовини називається вазоактивністю (або іноді вазореактивністю). Вазоактивність може варіюватися у різних людей через генетичні та епігенетичні відмінності, а також може бути порушена через патологію та вік. Це робить тему гемодинамічної відповіді (включаючи судинну податливість та судинний опір) питанням медичної та фармакологічної складності, що виходить за рамки простих гідравлічних міркувань (які самі по собі є достатньо складними).
Зв'язок між судинною піддатливістю, тиском та швидкістю потоку такий: {\displaystyle Q=C{\frac {\mathrm {d} P}{\mathrm {d} t}}=\mathrm {(flowrate)(cm^{3}/sec)} }

### Артеріальна піддатливість
Класичне визначення піддатливості (С), дане М. П. Спенсером та А. Б. Денісоном — це зміна об'єму артеріальної крові ({\displaystyle \Delta V}) через задану зміну артеріального тиску ({\displaystyle \Delta P}). Вони написали про це в «Довіднику з фізіології» в 1963 році в роботі під назвою «Пульсуючий потік у судинній системі». Отже, {\displaystyle C={\frac {\Delta V}{\Delta P}}}
Артеріальна піддатливість є показником пружності великих артерій, таких як грудна аорта. Артеріальна піддатливість є важливим фактором серцево-судинного ризику. Дотримання режиму лікування знижується з віком і настанням менопаузи. Артеріальна піддатливість вимірюється при ультразвуковому дослідженні як співвідношення тиску (в сонній артерії) та об'єму (потік в аорті).
Піддатливість, простими словами, — це ступінь, до якого контейнер зазнає тиску або сили без його руйнування. Його використовують як показник жорсткості артерій. Збільшення віку, а також систолічного артеріального тиску супроводжується зниженням артеріальної піддатливості.
Ендотеліальна дисфункція призводить до зниження піддатливості (підвищення артеріальної жорсткості), особливо в дрібних артеріях. Це характерно для пацієнтів з гіпертензією. Однак, це може спостерігатися у нормотензивних пацієнтів (з нормальним артеріальним тиском) до появи клінічної гіпертензії.
Знижена артеріальна піддатливість також спостерігається у пацієнтів з діабетом, а також у курців. Насправді це частина замкненого кола, яке ще більше підвищує артеріальний тиск, посилює атеросклероз (затвердіння артерій) та призводить до збільшення серцево-судинного ризику.
Артеріальну піддатливість можна виміряти кількома методами. Більшість із них є інвазивними та клінічно недоцільними. Аналіз контурів пульсу — це неінвазивний метод, який дозволяє легко виміряти пружність артерій для виявлення пацієнтів з ризиком серцево-судинних подій.